# ラファエル・スペラフィコ

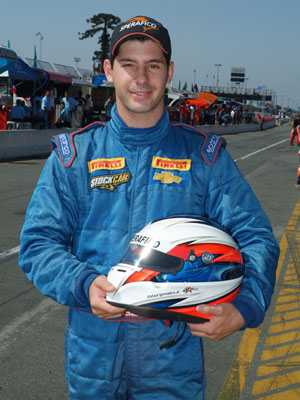
ラファエル・スペラフィコ

ラファエル・スペラフィコ（Rafael Sperafico、1981年4月22日 - 2007年12月9日）は、ブラジルのレーシングドライバー。
スペラフィコ一家はブラジル国内選手権や北米、イタリアなどの選手権を中心に過去10名以上のプロドライバーを輩出しているレース一族であり、同時期に現役ドライバーであった親族として、双子のレーサーとして知られるリカルド・スペラフィコとロドリゴ・スペラフィコほか、アレックス・スペラフィコの三名を従兄弟に持つ。

## 経歴
1981年、ブラジルのパラナ州トレドで生まれた。2000年から2002年にかけて、アメリカ合衆国を拠点としてバーバー・ダッジ・プロシリーズに参戦し、2002年には年間2位となった。2003年からは、ユーロ3000選手権に参戦するためヨーロッパに本拠を移し、2ポイントを獲得してシリーズ15位となった。これによって、親類のリカルド、ロドリゴ、アレックスに続き、FIAのフォーミュラ3000に参加したことになる。2006年からブラジル国内選手権に活躍の舞台を移し、ルノースーパークリオカップでシーズン4位に入っている。
ストックカー・ブラジルの下位選手権であるストックカーV8ライトに参戦していた2007年、12月9日にサンパウロ市のインテルラゴス・サーキットで開催されたシーズン最終戦において、レースの6週目、スペラフィコはメインストレート直前にある高速左コーナーでコントロールを失い、猛スピードでコース右側にある擁壁に衝突した。その衝撃で衝突した車体がコースまで跳ね返った結果、避け切れなかった後続車が多重事故を引き起こし、スペラフィコの車は後続のレンタオ・ルッソの車体前面に左側面（コクピットがある側）からぶつかり、この衝突によりスペラフィコの車は前面だけでなく側面も大破した。レースはすぐに中断され、救急スタッフが駆けつけたものの頭部に受けた傷が深刻で、スペラフィコは帰らぬ人となった。車体の直撃を受けたルッソも頭部に外傷を負って病院に運ばれたが重傷ではなかった。この他にも数人のドライバーが事故の巻き添えで負傷している。
奇しくもこの日、従兄弟のロドリゴがストックカー・ブラジルの最終戦（V8ライト選手権の直前に同地で開催された）でシーズン2位争いを決め、ラファエル自身それに祝福を送ったばかりのことで、スペラフィコ一家にとってはほろ苦い一日となった。
その4年後の2011年4月13日、当時ラファエルのチームメイトであったグスタヴォ・ソンデルマンがほぼ同一の地点・同一の状況下において、胸郭圧迫で事故死している。

## 参考
1. ↑  “ラファエル・スペラフィコ、事故で命を落とす” (2007年12月11日). 2007年12月14日閲覧。
2. ↑  “Rafael Sperafico dies in Brazilian race” (英語) (2007年12月10日). 2007年12月14日閲覧。
3. ↑  “Rafael Sperafico dies in Brazilian race” (英語) (2007年12月10日). 2007年12月14日閲覧。